# Юрій Михайлович Вишневецький

Герб Корибут

Юрій Михайлович Вишневе́цький (пол. Jerzy Wiśniowiecki; ? — 1617/1618) — руський князь герба Корибут, військовий та державний діяч Речі Посполитої. Другий представник роду, який став римо-католиком.

## Життєпис
Син брацлавського та київського каштеляна, старости черкаського, канівського, лубенського, лоївського Михайла Вишневецького (1529—1584) і Гальшки Зенович (або Зеновичівни, † до 1594). Навчався в університеті міста Інгольштадт у 1594 р., в університеті Альтдорфа в 1595 р.
1603 року розділив батьківські маєтності з братом Михайлом. З 1609 р. каштелян київський, староста черкаський.
Заклав близько 1611 року замок у Білому Камені на Золочівщині. Заклав у містечку католицьку парафію (1605/15), надав кошти для будівництва старого костелу в містечку.
У 1615—1618 роках був одним з регіментарів польсько-литовського війська під час війни з Московським царством. У 1617 році спробував захопити Путивль: зайнявши саме місто, не зміг захопити фортецю. Маршалок Головного Коронного трибуналу в 1617 р.
Другий представник роду, який став римо-католиком. Записав фундуш для монастиря домініканців у м. Буськ в 1608 році. Був власником села Тайкури, якому король на прохання Ю. Вишневецького надав магдебурзьке право в 1614 році.
За даними Каспера Несецького, Шимон Старовольський стверджував про його надгробок у Нестерварі; Шимон Окольський — у Залізцях. Згідно з дослідженнями Наталі Яковенко — в домініканському кляшторі Буська.

## Родина
У шлюбі з Федорою (Теодорою), донькою або сестрою Івана з Чапличів.
Діти:
- Гальшка, яка померла невдовзі після смерті Юрія Вишневецького. Тому маєтки переважно перейшли до сина старшого брата його батька Михайла Вишневецького (†1616) — князя Яреми Михайла Вишневецького.

## Маєтності
Володів часткою маєтку і замку Вишневець, місточком і замком Вержбувець та 12 селами, половиною  міста Новий Андріїв у Люблінському воєводстві, половину  міста та округи Брагін, землями навколо міста Пірятин з самим містом, також Білим Камені, Тайкуром і Собещицями.